# Sziget Fesztivál 1993
1993. augusztus 19. és 25. között első alkalommal került megrendezésre a Sziget Fesztivál.

## Fontosabb fellépők

### Külföldiek
Augusztus 19.
- Jill On The Hill
- Szentpétervári Klarinét Klub
- Lajka Icons

Augusztus 20.
- Kings Cross
- Attila
- Irish Rovers
- Ekatarina Velika

Augusztus 21.
- Ozone
- Sleazy Heaven Drive

Augusztus 22.
- Captain Pedantic
- Klinika
- Fuchsia's Fall

Augusztus 23.
- Solitude
- Dodo
- Djadjago
- Sunet Transilvan

Augusztus 24.
- Palermo Boogie Gang Ripoff Raskolnikov

Augusztus 25.
- Catwalk
- Attack

### Magyarok
Augusztus 19.
- Sziámi
- Üllői Úti Fuck

Augusztus 20.
- Különleges ügyosztály
- Republic

Augusztus 21.
- Ef Zámbó Happy Dead Band
- Kispál és a Borz
- Prognózis

Augusztus 22.
- Lord

Augusztus 23.
- Bródy János
- Deák Bill Blues Band
- Junkies
- Kinopuskin
- Ladánybene 27
- Tankcsapda

Augusztus 24.
- Ági és a fiúk
- Aurora
- Kampec Dolores
- Quimby
- Logic Control

Augusztus 25.
- Hobo
- Török Ádám és a R.A.B.B.
- Vágtázó Halottkémek